# Tulitikkutehtaan tyttö
Tulitikkutehtaan tyttö (bra: A Garota da Fábrica de Caixa de Fósforo) é um filme finlandês-sueco de 1990 editado, escrito, co-produzido e dirigido por Aki Kaurismäki, o último capítulo de sua Trilogia Proletariado, depois de Varjoja paratiisissa (1986) e Ariel. A história segue Iris, uma jovem operária de aparência simples que vive uma vida solitária, empobrecida e sem intercorrências no final dos anos 1980, na Finlândia. Iris é interpretada por Kati Outinen, que apareceu em vários outros filmes de Kaurismäki.
Tulitikkutehtaan tyttö tem sido frequentemente considerado um dos filmes finlandeses mais estimados. Foi escolhido como "melhor filme finlandês" em uma pesquisa de críticos de cinema em 1992.

## Enredo
Iris mora com a mãe e o padrasto, de meia-idade, que passam a maior parte do tempo assistindo ao noticiário na televisão. Eles esperam que ela lhes dê todos os ganhos do trabalho na linha de produção da fábrica de fósforos, bem como faça todo o trabalho doméstico. Ela vai aos bailes, mas não atrai parceiros. Ela compra um vestido bem colorido na esperança de que isso aumente seu apelo. Ao vê-lo, seus pais a chamam de prostituta e exigem que ela o devolva, mas ela os desafia e o usa para ir a uma boate.
No clube, Iris conhece Aarne, que pensa que ela é uma prostituta por causa do vestido, embora Iris não perceba isso. Eles passam a noite juntos em seu luxuoso apartamento. Aarne parte na manhã seguinte, antes de Iris acordar, deixando dinheiro para ela na mesinha de cabeceira. Iris deixa seu número e, depois de esperar em vão que Aarne telefonasse para ela, visita-o e marca um segundo encontro. Arne conhece os pais dela quando liga para ela. No final do jantar, Aarne informa duramente que não busca seu carinho e manda ela ir embora. Ela volta para casa e passa o resto da noite em lágrimas.
Mais tarde, Iris descobre que está grávida e escreve para Aarne pedindo-lhe que crie o filho com ela. Ela recebe uma resposta simplesmente dizendo "Livre-se do pirralho", junto com um cheque de 10.000 marcos. Iris fica perturbada e sai, deixando a carta e verificando na mesa onde sua mãe as encontra. Enquanto vagava chateada, Iris é atropelada por um carro e sofre um aborto espontâneo. Seu padrasto visita Iris no hospital e diz que ela deve sair do apartamento porque ela causou muita dor à mãe.
Iris vai morar com o irmão e fica cada vez mais desanimada. Ela compra veneno de rato, mistura com água e coloca em uma garrafinha, que guarda na bolsa. Ela vai ao apartamento de Aarne e diz que quer uma bebida. Aarne traz as bebidas, mas Iris pede gelo, e quando Aarne vai buscá-lo, Iris coloca um pouco da mistura em sua bebida. Quando Aarne retorna, ela diz a ele que está tudo resolvido e que ele não precisa se preocupar porque será a última vez que a verá. Ela devolve o cheque, bebe rapidamente a maior parte da bebida e vai embora. Aarne fica sentado em silêncio por alguns momentos e depois bebe sua bebida.
No caminho para casa, Iris entra em um bar, pede uma cerveja, senta-se no bar e começa a ler. Um homem se senta ao lado dela, sem ser convidado, e tenta chamar sua atenção. Iris sorri para o homem, tira o veneno e coloca um pouco em seu copo. Ela sai e o homem termina sua bebida.
Iris visita a mãe e o padrasto. Ela prepara uma refeição para eles e coloca o resto do veneno na garrafa de vodca enquanto eles estão na casa ao lado. Enquanto comem, Iris fica sentada na sala, fumando e ouvindo música. Depois de um tempo, ela se levanta para olhar e vê que seus pais estão mortos.
No dia seguinte, no trabalho, Iris é levada pela polícia.

## Elenco
- Kati Outinen como Iris
- Elina Salo como mãe
- Esko Nikkari como padrasto
- Vesa Vierikko como Aarne
- Reijo Taipale como cantor
- Silu Seppälä como irmão
- Outi Mäenpää como colega de trabalho
- Marja Packalén como médica
- Richard Reitinger como homem no mar
- Helka Viljanen como funcionária de escritório
- Kurt Siilas como policial
- Ismo Keinänen como policial
- Klaus Heydemann como trabalhador

## Lançamento

### Recepção crítica
Em agosto de 2011, Roger Ebert adicionou o filme à sua lista de The Great Movies. Ele escreveu que "assistiu hipnoticamente. Poucos filmes são tão incessantemente inflexíveis... O que o tornou mais fascinante é que está tudo no mesmo nível tonal: Iris suporta passivamente uma série de humilhações, crueldades e demissões".

### Mídia doméstica
Tulitikkutehtaan tyttö foi lançado em Blu-ray sem região pela Future Film na Finlândia em 3 de dezembro de 2013. O lançamento inclui cinco legendas disponíveis (sueco, inglês, norueguês e dinamarquês, além de finlandês) junto com o curta-metragem de Kaurismäki, Bico, um segmento do filme antológico de 2004 Visions of Europe.